# Carin Jennings-Gabarra
Carin Leslie Jennings-Gabarra (* 9. Januar 1965 als Carin Leslie Jennings in East Orange, New Jersey) ist eine ehemalige US-amerikanische Fußballspielerin und jetzige -trainerin, die von 1987 bis 1996 für die Frauen-Fußballnationalmannschaft der Vereinigten Staaten spielte und 1991 Weltmeister sowie 1996 Olympiasieger wurde. 1991 wurde sie als erste Spielerin mit dem „Goldenen Ball“ für die beste Spielerin bei der Weltmeisterschaft ausgezeichnet.

## Karriere

### Ausbildung
Jennings, die an der Ostküste der USA geboren wurde, wuchs an der Westküste in Rancho Palos Verdes, Kalifornien auf und besuchte dort die Palos Verdes High School. In vier Spielzeiten, in denen sie an der High School Fußball spielte, schoss sie 226 Tore und war viermal All-American und dreimal Kaliforniens Most Valuable Player. Nach der High School besuchte sie die University of California, Santa Barbara und spielte für die UC Santa Barbara Gauchos. Bis 1986 stellte sie in der NCAA Division I mehrere Rekorde auf und wurde Athlet des Jahrzehnts der Universität sowie in die Hall of Fame der Universität aufgenommen.

### Nationalmannschaft
Am 5. Juli 1987 gab Jennings ihr Länderspieldebüt für die US-amerikanische Nationalmannschaft beim 3:0 gegen Europameister Norwegen – die Norwegerinnen sollten ihr im Laufe ihrer Nationalmannschaftskarriere immer wieder bei wichtigen Spielen begegnen. Zwei Tage später erzielte sie beim 4:2 gegen Kanada im Rahmen des Nordamerika Pokals ihr erstes Länderspieltor. Sie war ab da Stammspielerin und wurde auch in den folgenden Spielen eingesetzt. Am 1. Juni 1988 gelangen ihr als erster US-Spielerin bei der inoffiziellen Weltmeisterschaft in China („Women’s FIFA Invitational Tournament 1988“) im Spiel gegen Japan drei Tore in einem Spiel. Die USA scheiterten dann im Viertelfinale an Norwegen, Jennings wurde aber von der chinesischen Presse ins Allstar-Team geschrieben. Einen Monat später erzielte sie bei der Mundialito im ersten Spiel der USA gegen die Bundesrepublik Deutschland beide Tore zum 2:1-Sieg. Die USA scheiterten diesmal im Halbfinale an England. 1991 nahm sie dann auch an der ersten offiziellen Weltmeisterschaft in China teil und wurde dort mit ihrer Mannschaft erster Weltmeister der Frauen durch ein 2:1 im Finale gegen Norwegen. Dabei erzielte sie im mit 3:2 Toren gewonnenen Auftaktspiel gegen Schweden die ersten beiden WM-Tore für die USA. Insgesamt gelangen ihr sechs Tore beim Turnier, davon drei als „lupenreiner“ Hattrick beim 5:2 im Halbfinale gegen Deutschland. Mit ihren sechs Toren war sie zusammen mit der Norwegerin Linda Medalen drittbeste Torschützin des Turniers und erhielt den Goldenen Ball als beste Spielerin der WM.
In den nur zwei 1992 ausgetragenen Spielen kam sie nicht zum Einsatz. In dem Jahr heiratete sie den US-Nationalspieler Jim Gabarra und wird seitdem in den Statistiken als Carin Gabarra oder Carin Jennings-Gabarra geführt. Am 11. März 1993 stellte sie beim 2:0-Sieg gegen Dänemark ebenso wie Mia Hamm mit ihren 52. Länderspielen den Landesrekord von Shannon Higgins ein und steigerte ihn bis zum 19. Juni 1993 auf 59 Spiele. Am 21. wurde Carin Jennings-Gabarra mit ihrem 60. Länderspiel dann alleinige Rekordnationalspielerin. Da sie dann bei den fünf Spielen im Juli im kanadischen Hamilton nicht zum Einsatz kam, konnte Mia Hamm den Rekord im nächsten Spiel einstellen und dann überbieten. 1994 nahm sie am erstmals ausgetragenen Algarve-Cup teil, bei dem die USA das Finale erreichten, die WM-Finalrevanche gegen Norwegen aber verloren. Ein Jahr später unterlagen sie den Norwegerinnen durch Elfmeterschießen im Spiel um Platz 3 beim Algarve-Cup. Und auch bei der WM 1995 unterlagen sie den Nordeuropäerinnen, diesmal im Halbfinale. Die Norwegerinnen wurden dann durch ein 2:0 im Finale gegen Deutschland Nachfolger der USA als Weltmeister.
Brasilien war am 21. Januar 1996 der Gegner bei ihrem 100. Länderspiel, das sie als dritte US-Spielerin nach Kristine Lilly und Mia Hamm machte. Schon am 19. Mai 1995 hatte sie beim 9:1 gegen Kanada ihr 50. Länderspieltor erzielt. Ab 1996 wurde sie aber zumeist nur ein- oder ausgewechselt wenn sie in der Startelf stand. So auch beim ersten olympischen Fußballturnier der Frauen bei den Olympischen Sommerspielen 1996, wo sie bis auf das Halbfinale gegen Norwegen alle Spiele mitmachte. Das Finale am 1. August 1996, bei dem sie eine Minute vor Spielende für Mia Hamm eingewechselt wurde und gegen China mit 2:1 die Goldmedaille gewannen, war dann aber ihr 119. und letztes Länderspiel. Dabei wurde die Zahl erst im August 2016 auf 119 Spiele und 56 Tore gestellt, nachdem der US-Verband bei der Überprüfung seiner Statistik auf zwei im Januar 1995 durchgeführte Länderspiele gestoßen war, die bis dahin nicht berücksichtigt wurden und in denen sie drei Tore erzielte. In einigen noch nicht aktualisierten Statistiken wird sie daher noch mit 117 Länderspielen geführt.
Sie war während ihrer aktiven Zeit nur in 15 Spielen nicht eingesetzt worden. Sie hat mit sieben Toren nach Mia Hamm (9) die meisten Tore gegen die deutsche Fußballnationalmannschaft der Frauen erzielt und ist neben Mia Hamm und Patrizia Panico die einzige Spielerin, der in einem Spiel drei Tore gegen die deutsche Nationalmannschaft gelangen.

## Trainerin
Schon während ihrer aktiven Zeit arbeitete sie als Trainerin von College- und Universitätsteams sowie der United States Naval Academy. Diese Tätigkeit führte sie nach ihrer aktiven Zeit fort.

## Privatleben
Seit 1992 ist sie mit dem ehemaligen US-Nationalspieler Jim Gabarra verheiratet. Das Paar hat einen Sohn und zwei Töchter.

## Erfolge
- CONCACAF Women’s Championship-Siegerin 1991, 1993, 1994
- Weltmeisterin 1991
- Olympiasiegerin 1996

## Auszeichnungen

### Als Spielerin
- 1987 und 1992: Fußballerin des Jahres in den Vereinigten Staaten
- 1991: Goldener Ball als beste Spielerin der WM
- 2000: Aufnahme in die National Soccer Hall of Fame
- 2000: Aufnahme ins Soccer America College Team of the Century
- 2001: National Soccer Medal of Honor
- 2003: Aufnahme in die United States Olympic Hall of Fame (als Mitglied der 1996er Olympiamannschaft)

### Als Trainerin
- 1996, 2006, 2013: Patriot League Coach of the Year